# Мартинець Теодор
Теодо́р Миха́йлович Мартине́ць (*22 лютого 1893, Богородчани, Королівство Галичини та Володимирії, Австро-Угорщина — † квітень 1940, невідомо, УРСР) — правник, сотник УГА, культурно-громадський діяч, меценат.

## Біографія
Теодор Мартинець народився 1893 року в Богородчанах — тодішньому адміністративному центрі однойменного повіту в Галичині. Випускник Станиславівської гімназії.
У роки Першої світової війни воював в складі австрійської армії на Італійському фронті. Після поранення і лікування був переведений на військову службу до Львова.
В першій половині жовтня 1918 року увійшов до складу українського Центрального Військового Комітету, як представник 41-го супровідного куреня. До комітету входили також: сотники Д. Вітовський, Василь Черський, Н. Гірняк, поручники І. Рудницький (15-й піхотний полк), В. Старосольський, О. Баб'як, четарі Л. Огоновський (з військової поліції), О. Караван (19-й полк Стрільців), Д. Паліїв, М. Коновалець — брат полковника Є. Коновальця.
1 листопада 1918 під час Листопадового зриву організував військову команду, яка вивісила на Львівській ратуші синьо-жовтий прапор. У складі УГА брав участь в Українсько-польській війні.
У повоєнні роки Теодор Мартинець здобув юридичний фах в Українському таємному університеті у Львові. Працював у місцевому Земельному банку, а після відкриття філії цієї установи у Станиславові обіймає посаду її директора в 1930-х.
Теодор Мартинець проводив широку громадську діяльність. У 1929 році виконував функції відповідального редактора «Літопису Червоної Калини» — популярного історико-літературного місячника. Був активним членом і меценатом культурно-освітніх товариств «Просвіта» і «Рідна школа» на Станиславівщині, керівником місцевого Українського спортивного товариства «Пролом».
Після встановлення радянської влади на західноукраїнських землях Теодора Мартинця в листопаді 1939-го заарештували і помістили у станіславську в'язницю НКВС. Був страчений без суду в квітні 1940 року.

## Вшанування пам'яті
- 1995 року в Івано-Франківську на честь Теодора Мартинця названо одну із вулиць центральної частини міста. Повна її назва — Сотника Мартинця.
- 2003 року в Богородчанах було встановлено пам'ятну дошку Теодору Мартинцю[3].